# Suruh (plaats in Trenggalek)
Suruh is een bestuurslaag in het regentschap Trenggalek van de provincie Oost-Java, Indonesië. Suruh telt 4418 inwoners (volkstelling 2010).